# Serhij Jaworski
Serhij Ołeksandrowycz Jaworski, ukr. Сергій Олександрович Яворський (ur. 5 lipca 1989 w Doniecku) – ukraiński piłkarz, grający na pozycji obrońcy, a wcześniej pomocnika.

## Kariera piłkarska

### Kariera klubowa
Wychowanek UOR Donieck, barwy którego bronił w juniorskich mistrzostwach Ukrainy (DJuFL). Podpisał kontrakt z donieckim Szachtarem, ale ciągłe grał na wypożyczeniu. Karierę piłkarską rozpoczął 8 kwietnia 2006 w składzie Olimpika Donieck. Latem 2007 został wypożyczony do Illicziwca Mariupol, a rok później do Obołoni Kijów. W czerwcu 2010 ponownie został wypożyczony do Illicziwca Mariupol, a 11 stycznia 2012 Illicziweć wykupił transfer piłkarza. W czerwcu 2015 wyjechał za granicę, gdzie został piłkarzem kazachskiego Tobyłu Kostanaj, w którym grał do grudnia 2016. 20 stycznia 2017 wrócił do Illicziwca Mariupol, który latem 2017 zmienił nazwę na FK Mariupol.

### Kariera reprezentacyjna
Debiutował w juniorskiej reprezentacji U-17. Występował również w U-19 oraz młodzieżowej reprezentacji Ukrainy.

## Sukcesy i odznaczenia

### Sukcesy klubowe
- mistrz Pierwszej lihi Ukrainy: 2008